# Colubraria testacea
Colubraria testacea är en snäckart som först beskrevs av Morch 1852.  Colubraria testacea ingår i släktet Colubraria och familjen valthornssnäckor. Inga underarter finns listade i Catalogue of Life.